# Douglas Rain
Douglas Rain (* 9. Mai 1928 in Winnipeg, Manitoba; † 11. November 2018 in St. Marys, Ontario) war ein kanadischer Theater- und Filmschauspieler.

## Leben und Karriere
Douglas Rain studierte Schauspiel am Banff School of Fine Arts in Banff, Alberta, sowie an der Old Vic School in London in England. Er ist im Laufe seiner Schauspielkarriere in erster Line beim Theater tätig gewesen, erst später und dann auch nur gelegentlich war er im Film und Fernsehen zu sehen. Berühmtheit erlangte Rain als Stimme des Computers HAL 9000 im Film 2001: Odyssee im Weltraum (1968) sowie dessen Fortsetzung 2010: Das Jahr, in dem wir Kontakt aufnehmen (1984). Regisseur Stanley Kubrick wählte Rain wegen dessen sanfter Stimme mit transatlantischem Akzent aus.
Er war Mitbegründer des Stratford Festival, für das er über 45 Jahre tätig war. Seine wohl berühmteste Bühnenrolle war die Titelpartie in Shakespeares Henry V. bei einer Aufführung in Stratford, Ontario, die anschließend als Fernsehproduktion übernommen wurde. Für seinen Auftritt im Broadway-Stück Vivat! Vivat Regina! wurde Rain 1972 für einen Tony Award nominiert.
Aus seiner ersten Ehe mit Lois Shaw gingen zwei Söhne hervor. In zweiter Ehe war er mit der Film- und Theaterschauspielerin Martha Henry verheiratet, mit der er eine Tochter hat. Er starb im November 2018 im Alter von 90 Jahren.

## Filmografie (Auswahl)
- 1954: The Stratford Adventure (Kurzfilm)
- 1957: Oedipus Rex
- 1960: Just Mary (Fernsehserie, Stimme)
- 1960: Der Himmel über uns (Universe, Stimme)
- 1961: One Plus One
- 1961: William Lyon Mackenzie: A Friend to His Country
- 1961: Robert Baldwin: A Matter of Principle
- 1963: The Other Man (Fernsehminiserie)
- 1964: Twelfth Night (Fernsehfilm)
- 1966: Henry V (Fernsehfilm)
- 1968: 2001: Odyssee im Weltraum (2001: A Space Odyssey, Stimme für HAL 9000)
- 1971: Talking to a Stranger (Fernsehminiserie)
- 1975: Schußfahrt vom Mount Everest (The Man Who Skied Down Everest, Erzähler im Original)
- 1976: One Canadian: The Political Memoirs of the Rt. Hon. John G. Diefenbaker (Fernsehminiserie, Stimme)
- 1984: 2010: Das Jahr, in dem wir Kontakt aufnehmen (2010: The Year We Make Contact, Stimme für HAL 9000)
- 1985: Love & Larceny (Fernsehfilm)